# Fall Creek
Fall Creek är en ort i Eau Claire County, Wisconsin, USA.